# Mentscha Karnitschewa

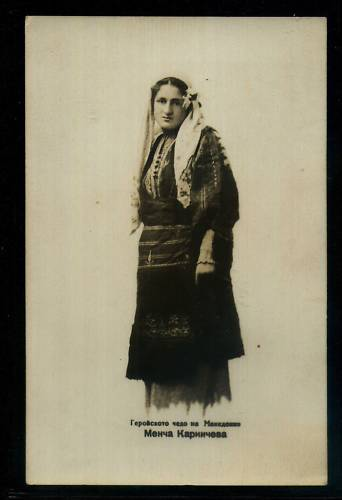
Mentscha Karnitschewa

Mentscha Karnitschewa (bulgarisch Менча Кърничева, vollständiger Name mazedonisch Мелпомена Димитрова Крничева Melpomena Dimitrowa Karnitschewa; * 16. März 1900 in Kruschewo, heute Republik Nordmazedonien; † 1964 in Rom, Italien) war eine Aktivistin der Inneren Mazedonischen Revolutionären Organisation (IMRO) in Makedonien und Ehefrau von Iwan Michajlow, dem Anführer der IMRO.

## Biografie
Karnitschewa wurde in der damaligen osmanischen Stadt Kruschewo in einer bulgarisch-aromunische Familie geboren. Ihr Vater arbeitete als Geldwechsler in Sofia, der Hauptstadt des Fürstentums Bulgarien, und später in Zaribrod (heute: Dimitrowgrad, Serbien). Nach der Niederschlagung des Ilinden-Preobraschenie-Aufstandes im Jahre 1903 flüchtete ihre Mutter zusammen mit Mentscha zu ihrem Vater nach Bulgarien.
Im September 1918 begann sie in München ein Studium. Nach dem Ende des Ersten Weltkrieges brach sie ihre Ausbildung ab und kehrte nach Bulgarien zurück. Sie schloss sich dort der Frauenbewegung der makedonischen Emigranten an, wo sie später in die Kreise um Todor Paniza geriet.

### Der Mord im Burgtheater

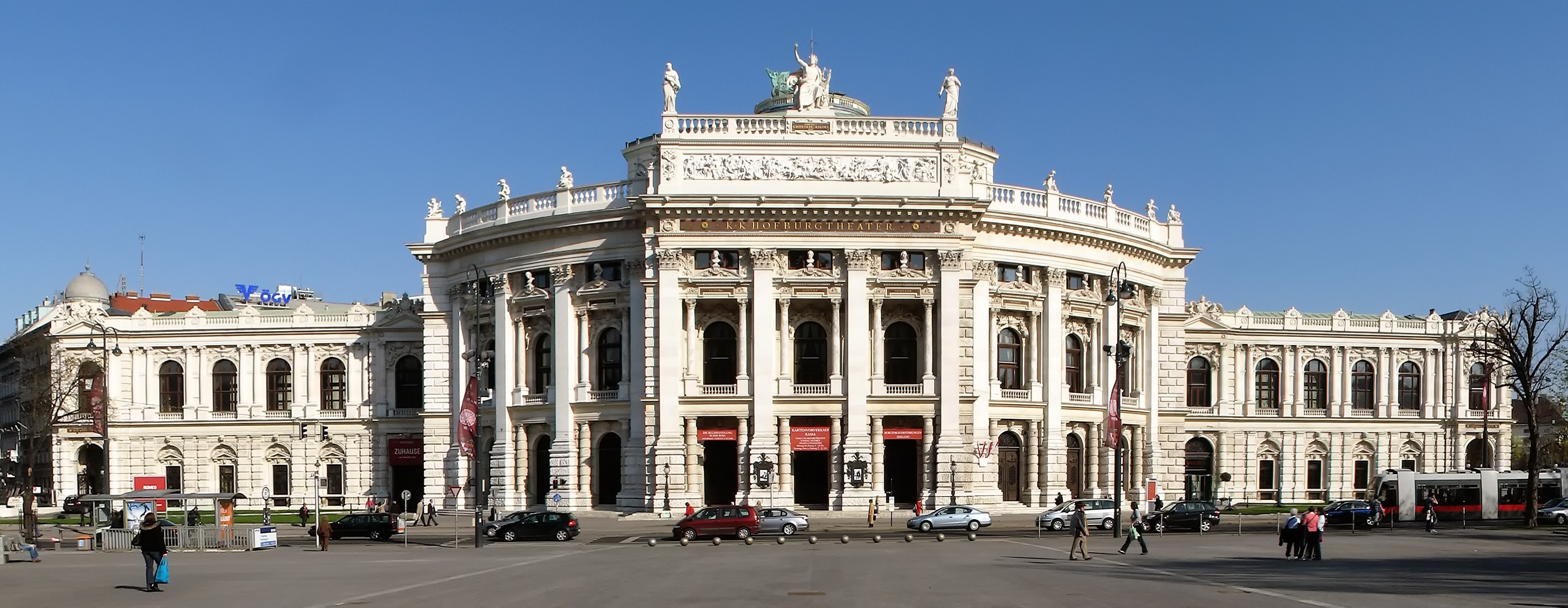
Das Burgtheater an der Wiener Ringstraße

Immer mehr wurde sie von Paniza enttäuscht, weil sie glaubte, dass die Verbindung von Paniza zu der Kommunistischen Internationale und dem Königreich der Serben, Kroaten und Slowenen den Bestrebungen der bulgarischen Unabhängigkeitsbewegung in Mazedonien widerspreche. Sie orientierte sich nach dieser Enttäuschung zum rechten Flügel der IMRO und trat am 15. März 1924 der Organisation bei. Sie entschloss sich freiwillig zum Auftragsmord an Todor Paniza, wofür sie von den beiden IMRO-Aktivisten Dontscho Tschupinow und Petar Stantschew ausgebildet wurde.
Am 8. Mai 1925 tötete sie Todor Paniza im Wiener Burgtheater mit drei Schüssen aus einem Revolver. Der Mordbefehl wurde von der IMRO wegen der von Todor Paniza verübten Morde an den IMRO-Aktivisten Boris Sarafow und Iwan Garwanow sowie seiner Mitarbeit mit der Kommunistischen Internationale und der von ihr geschaffenen Abspaltung IMRO (Obedinena) erteilt.
Der Mord bekam enorme Aufmerksamkeit in ganz Europa. Mentscha wurde wegen ihrer schweren Krankheit nur zu acht Jahren Freiheitsstrafe verurteilt, was die minimale Strafe für eine solche Tat in Österreich war. Der Oberste Gerichtshof von Österreich erklärte allerdings, dass Mentscha an schwerer Tuberkulose, Nierenleiden und Rheumatismus seit ihrer Kindheit leide und nicht in der Lage sei, die Haftstrafe abzusitzen. Ende 1925 wurde sie entlassen. Danach wurde sie aus Österreich ausgewiesen.

### Emigration

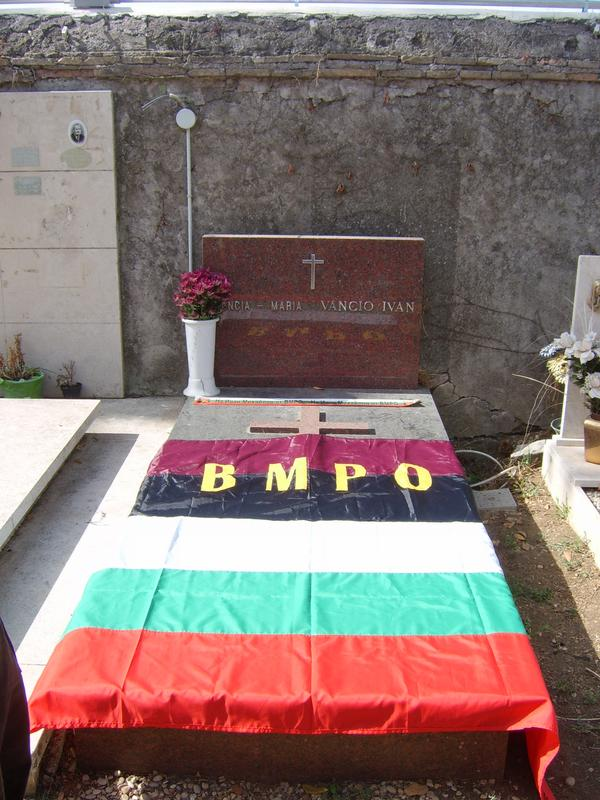
Das gemeinsame Grab von Iwan Michajlow und Mentscha Karnitschewa in Rom, Italien

Am 25. Dezember 1926 heiratete Mentscha Karnitschewa den damaligen Anführer der IMRO, Iwan Michajlow, dem sie nach 1934 in die Emigration zunächst in die Türkei, dann nach Polen und zuletzt nach Ungarn folgte. 1941 ließ sie sich zusammen mit ihm in der Hauptstadt des Unabhängigen Kroatischen Staates nieder. Nachdem sie kurzfristig und zum letzten Mal ihre Heimat Mazedonien im Jahr 1944 besucht hatte, wanderte sie 1945 zusammen mit Michajlow nach Rom aus, wo sie bis zu ihrem Tod im Jahr 1964 lebte.